# Heinkel He 45
«Гейнкель» He 45 (нім. Heinkel He 45) — німецький легкий бомбардувальник-біплан, що перебував на озброєнні Люфтваффе напередодні та на першому етапі Другої світової війни. Літак розроблявся компанією Heinkel паралельно з Hе 46, призначеним для озброєння ескадрилей дальньої повітряної розвідки.

## Історія
На замовлення відділу повітряних сил міністерства оборони компанія «Гейнкель» у 1931 р. отримала технічне завдання на розроблення легкого бомбардувальника та далекого розвідника Не 45 та легкого армійського літака Не 46. Ці дві машини відіграли значну роль у закладанні фундаменту майбутньої повітряної моці нацистської Німеччини. На той час схема літака-біплана вже вважалася застарілою для військових літаків. Не 45 і Не 46 створювалися паралельно, були близькі за обсягами і потужності двигунів, але конструктивно вони відрізнялися. Головними вимогами були слухняність в управлінні, легкість в обслуговуванні, міцність конструкції та гарна вагова віддача. В результаті, як і очікувалося, Не 45 виявився досить звичайним літаком змішаної конструкції з помірними льотними даними.
1931 року здійснив перший політ прототип літака. Серійне виробництво розпочалося влітку 1933 року на заводі фірми Heinkel у Варнемюнді. Також за ліцензією вироблявся на заводах фірм Gothaer Waggonfabrik, Focke-Wulf та BFW. He 45 було знято з виробництва в 1936 році і на той момент був наймасовішим літаком Люфтваффе.
Шість He 45 використовувалися легіоном «Кондор» під час громадянської війни в Іспанії як розвідники. У той же час ще 40 літаків He 45c (іспанське прізвисько «Паво») були доставлені фалангістським ПС генерала Франко, де їх використовували як бомбардувальники, літаки ближньої розвідки та штурмовики. 12 літаків було передано новоствореним ПС Болгарії між 1936 і 1937 роками. З 1938 літак почав зніматися з озброєння Люфтваффе, проте, до вересня 1939 ще залишалася одна ескадрилья, озброєна ними, яка змогла взяти участь у Польській кампанії вермахту. Лише кілька літаків використовувалися як легкі бомбардувальники в нічних місіях на Східному фронті під час Другої світової війни до весни 1943 року.

## Модифікації

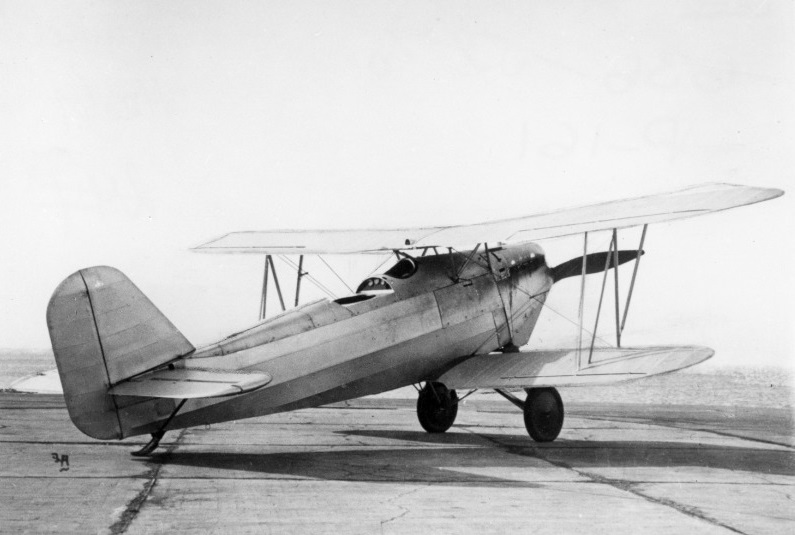
Варіант літака HD 61a

- He 45a — перший прототип літака з двигуном BMW VI 7.3
- He 45b — другий прототип з чотирилопатевим гвинтом
- He 45c — третій прототип, озброєний кулеметом MG 17 калібру 7,92 мм і одним кулеметом 7,92 мм MG 15 у задній кабіні
- He 45A — перший серійний варіант літака
- He 45A-1 — навчальна версія серійного зразка
- He 45A-2 — варіант розвідувального літака
- He 45B — модифікований варіант
- He 45B-1 — варіант розвідувального літака, озброєний кулеметом 7,92 мм MG 15
- He 45B-2 — літак зі збільшеним (до 100 кг) бомбовим навантаженням
- He 45C — серійний варіант He 45c
- He 45D — незначна варіація He 45C
- HD 61a — експортна версія розвідувального літака He 45B, призначена для Китаю, оснащена поршневим двигуном BMW VI потужністю 492 кВт (660 к.с.).

## Країни-оператори
Третє Болгарське царство
- Повітряні сили Болгарії

 Іспанія
- Націоналістичні ПС Іспанії

 Республіка Китай (1912–1949)
- Повітряні сили Китайської Республіки

 Третій Рейх
- Люфтваффе

 Угорщина
- Повітряні сили Угорщини

## Однотипні літаки за епохою, призначенням
- Heinkel He 50
- Henschel Hs 123
- Fairey Gordon
- Fairey Fox
- Blackburn Shark
- Hawker Hind
- Fokker C.X
- IAR 37
- Curtiss BF2C Goshawk
- Weiss WM-21 Sólyom
- Р-5
- Р-Z
- Aero A.30
- Aero A.100
- Kawasaki Ki-3
- Nakajima E4N